# Yasashii Uta
Yasashii Uta (優しい歌?) è un brano musicale del gruppo musicale giapponese Mr. Children, pubblicato come loro ventesimo singolo il 21 agosto 2001, ed incluso nell'album It's a Wonderful World. Il singolo ha raggiunto la prima posizione della classifica Oricon dei singoli più venduti in Giappone, vendendo 477 810 copie. Il brano è stato utilizzato come tema musicale della pubblicità della Asahi "WONDA".

## Tracce
CD Singolo TFCC-89004
1. Yasashii Uta (優しい歌)
2. Hana (花)

## Classifiche
| Classifica (2001) | Posizione più alta |
| ----------------- | ------------------ |
| Giappone (Oricon) | 1                  |